# لشکر ۱۸ مارس
لشکر ۱۸ مارس(عربی: فرقة ۱۸ آذار‎) یک گروه شورشی و بخشی از ارتش آزاد سوریه است که در جنگ داخلی سوریه فعال است. این نام پس از اعتراضات ۱۸ مارس ۲۰۱۱ در درعا روی این گروه نهاده شده‌است. این گروه در ۱۱ آوریل ۲۰۱۳ توسط سرهنگ محمد خالد الدهنی و از سه واحد تشکیل شد. در ۱۸ ژوئیه ۲۰۱۳ تیپ توحید جنوب یکی از گروهای وابسته پس از اختلافات داخلی لشکر ۱۸ مارس را ترک کرد. لشکر ۱۸ مارس در ۱۴ فوریه به جبهه جنوب پیوست.
در آوریل ۲۰۱۵ پس از آنکه ۵ گروه جبهه جنوب به‌طور یک جانبه همه همکاری‌هایشان را با جبهة النصره قطع کردند لشکر ۱۸ مارس در درعا البلد واقع در درعا با جبهه النصره درگیر شد. گزارش‌های متناقض اظهار می‌داشتند که جبهة النصره یکی از اعضای تیپ توحید جنوب را دستگیر و در آخر به مرکز فرماندهی گروه نارنجک پرتاب کرده‌است.
در ۲۸ سپتامبر ۲۰۱۶ حسام أبازید یکی از فرماندهان این گروه در حومه شرق درعا ترور شد. حسام ابازید قبلاً عضو جبهة النصره بود پس از ترک این گروه به تیپ توحید جنوب پیوست پس از آن به حرکة المثنی اسلامیة پیوست اما این گروه را ترک کرد و دوباره به لشکر ۱۸ مارس برگشت.